# 마티아스 아발도
마티아스 아발도(스페인어: Matías Ezequiel Abaldo Menyou, 2004년 4월 2일~)는 우루과이의 축구 선수로, 페냐롤과 우루과이 연령별 대표팀에서 공격수로 활동하고 있다.

## 구단 경력
2021년 12월 4일, CA 세로와의 경기에서 프로 데뷔전을 치렀다.

## 국가대표팀 경력
2023년 FIFA U-20 월드컵에서 우승한 우루과이 대표팀의 일원이다. 2024년 1월, 2024년 CONMEBOL 프리올림픽 토너먼트의 우루과이 대표팀에 소집되었다.